# Georges Dillon-Kavanagh
Georges Arthur Dillon-Kavanagh du Fertagh (ur. 14 lutego 1873 w Nîmes, zm. 4 sierpnia 1944 w Laugnac) – francuski szermierz, trzykrotny medalista olimpijski.
Na igrzyskach olimpijskich w Paryżu w 1900 roku zajął siódme miejsce we florecie indywidualnym, w rundzie finałowej przegrywając pięć z siedmiu pojedynków. Na rozgrywanej sześć lat później olimpiadzie w Atenach zdobył medale w trzech z czterech konkurencji, w których wystąpił. We florecie indywidualnym zwyciężył, wyprzedzając Niemca Gustava Casmira i rodaka Pierre’a d’Huguesa. W szpadzie indywidualnej był drugi, za Georgesem de la Falaise a przed Holendrem Alexanderem van Blijenburghem. W szpadzie drużynowej Francuzi w składzie: Georges Dillon-Kavanagh, Georges de la Falaise, Pierre d’Hugues i Richard Mohr zdobyli złoty medal. Startował także w szabli indywidualnej, w której odpadł w pierwszej rundzie. Został ponadto zgłoszony do startu na igrzyskach olimpijskich w Londynie w 1908 roku, jednak ostatecznie nie wystąpił.
Brał udział w I wojnie światowej, został odznaczony Legią Honorową (oficer), Krzyżem Wojennym, Krzyżem Wojskowym i Orderem Leopolda.
Wywodził się z rodziny pochodzenia irlandzkiego, posiadającej tytuł barona. Był też przedstawicielem firmy Bugatti we Francji.